# 나, 다니엘 블레이크
《나, 다니엘 블레이크》(영어: I, Daniel Blake)는 2016년 공개된 드라마 영화이다.

## 줄거리
뉴캐슬 출신의 59세 소목장인 대니얼 블레이크는 심장마비를 겪었다. 의사는 그에게 직장에 복귀하는 것을 허락하지 않았지만, 그는 근로 능력 평가 후 일할 수 있다고 판단되어 고용 및 지원 수당을 거부당한다. 대니얼은 이 결정에 대해 의사에게 연락이 오지 않았다는 사실에 좌절하고, 온라인으로 서류를 작성해야 하고 컴퓨터에 능숙하지 않기 때문에 어렵게 느끼는 이의신청을 한다.
대니얼은 고용 센터 플러스 약속에 늦게 도착하여 제재를 받은 미혼모 케이티 모건과 친구가 된다. 케이티와 그녀의 아이들은 저렴한 주거지가 없었기 때문에 런던의 노숙자 보호소에서 뉴캐슬로 막 이사 왔다. 대니얼은 물건을 수리하고, 전기 없이 방을 데우는 법을 가르쳐주고, 아이들을 위한 나무 장난감을 만들어주며 가족을 돕는다.
푸드뱅크를 방문하는 동안 케이티는 자신을 먹는 대신 아이들을 먹이다가 굶주림에 지쳐 울음을 터뜨린다. 그녀가 슈퍼마켓에서 좀도둑질을 하다가 잡히자, 경비원은 몰래 케이티에게 매춘부 일을 제안한다. 대니얼은 그녀가 일하러 가는 매춘소에서 그녀를 놀라게 하고 그 일을 포기해달라고 애원하지만, 케이티는 눈물을 흘리며 아이들을 먹일 다른 방법이 없다고 주장한다.
구직 수당을 받는 조건으로 대니얼은 계속 일자리를 찾아야 한다. 그는 아직 의사가 일을 허락하지 않았기 때문에 가든 센터에서의 일자리를 거부한다. 그의 직업 코치가 그에게 일자리를 찾기 위해 더 열심히 노력하거나 제재를 받을 것이라고 말하자, 대니얼은 건물 외벽에 "나, 대니얼 블레이크는 굶어 죽기 전에 내 이의신청 날짜를 요구한다"라고 스프레이로 쓴다. 대니얼은 다른 수당 청구자들을 포함한 구경꾼들의 지지를 얻지만, 경찰에 체포되어 훈방 조치된다.
대니얼은 대부분의 소지품을 팔고 은둔하지만, 케이티의 딸 데이지가 대니얼의 친절에 보답하기 위해 직접 만든 식사를 가져다주자 우울감에서 벗어난다. 대니얼의 이의신청 당일, 케이티는 그와 함께 재판에 동행하고, 복지 상담사는 대니얼의 사건이 유망해 보인다고 말한다. 자신의 운명을 결정할 판사와 의사를 보자 대니얼은 불안해하며 화장실을 사용하겠다고 자리를 비우고, 그곳에서 또 다른 심장마비를 겪고 사망한다.
나중에 케이티는 그의 공중 보건 장례식에서 그가 이의신청에서 읽으려 했던 연설을 포함하여 추도사를 읽는다. 연설은 복지 시스템이 그를 실망시킨 방식에 대한 그의 감정을 묘사하며, "나는 컴퓨터 화면의 오류도, 국민 보험 번호도 아니다. 나는 한 사람이다"라고 말한다.

## 출연
- 데이브 존스 - 다니엘 블레이크 역
- 헤일리 스콰이어스 - 케이티 역
- 샤론 퍼시 - 쉴라 역
- 브리애나 섄 - 데이지 역
- 딜런 매키넌 - 딜런 역
- 미키 맥그리거 - 이반 역
- 콜린 쿰스 - 우체부 역
- 나탈리 앤 제이미슨